# Coppa Europa di sci alpino 2008
La Coppa Europa di sci alpino 2008 fu la 37ª edizione della manifestazione organizzata dalla Federazione Internazionale Sci.
La stagione maschile iniziò l'8 novembre 2007 a Landgraaf, nei Paesi Bassi, e si concluse il 15 marzo 2008 a Les Orres, in Francia; furono disputate 38 delle 43 gare in programma (8 discese libere, 6 supergiganti, 8 slalom giganti, 13 slalom speciali, 3 supercombinate), in 20 diverse località. L'austriaco Marcel Hirscher si aggiudicò sia la classifica generale, sia quella di slalom speciale; lo sloveno Rok Perko vinse la classifica di discesa libera, lo svizzero Olivier Brand quella di supergigante, il finlandese Jukka Leino quella di slalom gigante e l'italiano Stefan Thanei quella di combinata. L'austriaco Peter Struger era il detentore uscente della Coppa generale.
La stagione femminile iniziò il 9 novembre 2007 a Neuss/Bottrop, in Germania, e si concluse il 14 marzo 2008 a Claviere, in Italia; furono disputate 37 delle 40 gare in programma (5 discese libere, 6 supergiganti, 10 slalom giganti, 13 slalom speciali, 3 supercombinate), in 19 diverse località. La svizzera Lara Gut si aggiudicò sia la classifica generale, sia quelle di discesa libera e di supergigante; l'austriaca Stefanie Köhle vinse quella di slalom gigante, l'italiana Irene Curtoni quella di slalom speciale e l'austriaca Anna Fenninger quella di combinata. La Fenninger era la detentrice uscente della Coppa generale.

## Uomini

### Risultati
| Data             | Località               | Nazione     | Spec. | Primo                 | Secondo             | Terzo                                |
| ---------------- | ---------------------- | ----------- | ----- | --------------------- | ------------------- | ------------------------------------ |
| 8 novembre 2007  | Landgraaf              | Paesi Bassi | SL    | Christof Innerhofer   | Paul McDonald       | Pierre Parquin                       |
| 9 novembre 2007  | Landgraaf              | Paesi Bassi | SL    | Hans Olsson           | Anthony Obert       | Magnus Andersson                     |
| 1º dicembre 2007 | Åre                    | Svezia      | SL    | annullata             | annullata           | annullata                            |
| 2 dicembre 2007  | Åre                    | Svezia      | SL    | Reinfried Herbst      | Manfred Pranger     | Jukka Leino                          |
| 4 dicembre 2007  | Geilo                  | Norvegia    | GS    | Jukka Leino           | Michael Zach        | Gauthier de Tessières                |
| 5 dicembre 2007  | Geilo                  | Norvegia    | GS    | Jukka Leino           | Christoph Nösig     | Gauthier de Tessières                |
| 9 dicembre 2007  | Valloire               | Francia     | GS    | annullata             | annullata           | annullata                            |
| 10 dicembre 2007 | Valloire               | Francia     | GS    | annullata             | annullata           | annullata                            |
| 12 dicembre 2007 | Obereggen              | Italia      | SL    | André Myhrer          | Naoki Yuasa         | Marcel Hirscher                      |
| 13 dicembre 2007 | San Vigilio            | Italia      | GS    | Marcus Sandell        | Patrick Bechter     | Philipp Schörghofer                  |
| 14 dicembre 2007 | San Vigilio            | Italia      | SL    | Marcel Hirscher       | Naoki Yuasa         | Mitja Dragšič                        |
| 20 dicembre 2007 | Altenmarkt-Zauchensee  | Austria     | DH    | Peter Struger         | Cornel Züger        | Konrad Hari                          |
| 21 dicembre 2007 | Altenmarkt-Zauchensee  | Austria     | SC    | Christoph Dreier      | Stefan Thanei       | Andrej Križaj                        |
| 7 gennaio 2008   | Nauders                | Austria     | SL    | Marcel Hirscher       | Stefan Kogler       | Reinfried Herbst                     |
| 8 gennaio 2008   | Nauders                | Austria     | SL    | Steve Missillier      | Edoardo Zardini     | Marcel Hirscher                      |
| 10 gennaio 2008  | Hinterstoder           | Austria     | SG    | Mirko Deflorian       | Vitus Lüönd         | Sébastien Pichot                     |
| 11 gennaio 2008  | Hinterstoder           | Austria     | GS    | Christoph Nösig       | Fritz Dopfer        | Marcus Sandell                       |
| 14 gennaio 2008  | Veysonnaz              | Svizzera    | GS    | annullata             | annullata           | annullata                            |
| 17 gennaio 2008  | Crans-Montana          | Svizzera    | DH    | TJ Lanning            | Rok Perko           | Thibault Garnier                     |
| 18 gennaio 2008  | Crans-Montana          | Svizzera    | SC    | Stefan Thanei         | Bernhard Graf       | Christian Flaschberger Siegmar Klotz |
| 19 gennaio 2008  | Crans-Montana          | Svizzera    | SG    | Olivier Brand         | Peter Strodl        | Andrew Weibrecht                     |
| 23 gennaio 2008  | Sarentino              | Italia      | DH    | Patrick Wright        | Stefan Thanei       | Elmar Hofer                          |
| 24 gennaio 2008  | Sarentino              | Italia      | SC    | Jérémie Durand        | Peter Struger       | Bernhard Graf Matteo Marsaglia       |
| 25 gennaio 2008  | Sarentino              | Italia      | SG    | Christopher Beckmann  | Stefan Thanei       | Christoph Alster Olivier Brand       |
| 26 gennaio 2008  | Pozza di Fassa         | Italia      | SL    | Johan Brolenius       | Bernard Vajdič      | Naoki Yuasa                          |
| 31 gennaio 2008  | Chamonix               | Francia     | DH    | Alexandre Pittin      | Christoph Alster    | Rok Perko                            |
| 1º febbraio 2008 | Chamonix               | Francia     | DH    | Rok Perko             | Petr Záhrobský      | Jérémie Durand                       |
| 7 febbraio 2008  | Jasná                  | Slovacchia  | GS    | Michael Gufler        | Philipp Schörghofer | Gauthier de Tessières                |
| 8 febbraio 2008  | Jasná                  | Slovacchia  | GS    | Gauthier de Tessières | Marcel Hirscher     | Kjetil Jansrud                       |
| 11 febbraio 2008 | Sella Nevea            | Italia      | SG    | Stefan Thanei         | Peter Strodl        | Aronne Pieruz                        |
| 12 febbraio 2008 | Sella Nevea            | Italia      | SG    | Dominik Paris         | Sébastien Pichot    | Massimo Penasa                       |
| 14 febbraio 2008 | Kranjska Gora          | Slovenia    | SL    | Reinfried Herbst      | Mitja Dragšič       | Steve Missillier                     |
| 15 febbraio 2008 | Kranjska Gora          | Slovenia    | SL    | Reinfried Herbst      | Ted Ligety          | Johan Brolenius                      |
| 17 febbraio 2008 | Garmisch-Partenkirchen | Germania    | SL    | Markus Vogel          | Stefan Kogler       | Patrick Bechter                      |
| 18 febbraio 2008 | Garmisch-Partenkirchen | Germania    | SL    | Reinfried Herbst      | Naoki Yuasa         | Marcel Hirscher                      |
| 20 febbraio 2008 | Madesimo               | Italia      | GS    | Philipp Schörghofer   | Jukka Leino         | Gauthier de Tessières                |
| 21 febbraio 2008 | Madesimo               | Italia      | GS    | Philipp Schörghofer   | Marcel Hirscher     | Markus Nilsen                        |
| 7 marzo 2008     | Bansko                 | Bulgaria    | DH    | Stefan Thanei         | Christoph Alster    | Peter Struger                        |
| 8 marzo 2008     | Bansko                 | Bulgaria    | DH    | Florian Scheiber      | Peter Struger       | Petr Záhrobský                       |
| 11 marzo 2008    | Monginevro             | Francia     | SL    | Steve Missillier      | Marcel Hirscher     | Sandro Viletta                       |
| 12 marzo 2008    | Serre Chevalier        | Francia     | GS    | annullata             | annullata           | annullata                            |
| 14 marzo 2008    | Les Orres              | Francia     | DH    | Christoph Alster      | Lars Elton Myhre    | Jérémie Durand                       |
| 15 marzo 2008    | Les Orres              | Francia     | SG    | Christoph Alster      | Aronne Pieruz       | Vitus Lüönd                          |

Legenda:

DH = discesa libera

SG = supergigante

GS = slalom gigante

SL = slalom speciale

SC = supercombinata

### Classifiche

#### Generale
| Pos. | Nome                | Nazione   | Punti |
| ---- | ------------------- | --------- | ----- |
| 1    | Marcel Hirscher     | Austria   | 798   |
| 2    | Stefan Thanei       | Italia    | 776   |
| 3    | Florian Scheiber    | Austria   | 622   |
| 4    | Christoph Alster    | Austria   | 592   |
| 5    | Jukka Leino         | Finlandia | 564   |
| 6    | Peter Struger       | Austria   | 552   |
| 7    | Reinfried Herbst    | Austria   | 516   |
| 8    | Patrick Bechter     | Austria   | 501   |
| 9    | Philipp Schörghofer | Austria   | 486   |
| 10   | Olivier Brand       | Svizzera  | 469   |

#### Discesa libera
| Pos. | Nome             | Nazione  | Punti |
| ---- | ---------------- | -------- | ----- |
| 1    | Rok Perko        | Slovenia | 363   |
| 2    | Christoph Alster | Austria  | 346   |
| 3    | Peter Struger    | Austria  | 340   |
| 4    | Stefan Thanei    | Italia   | 311   |
| 5    | Thomas Graggaber | Austria  | 247   |

#### Supergigante
| Pos. | Nome             | Nazione  | Punti |
| ---- | ---------------- | -------- | ----- |
| 1    | Olivier Brand    | Svizzera | 303   |
| 2    | Aronne Pieruz    | Italia   | 267   |
| 3    | Christoph Alster | Austria  | 246   |
| 3    | Peter Strodl     | Germania | 246   |
| 3    | Stefan Thanei    | Italia   | 246   |

#### Slalom gigante
| Pos. | Nome                  | Nazione   | Punti |
| ---- | --------------------- | --------- | ----- |
| 1    | Jukka Leino           | Finlandia | 416   |
| 2    | Philipp Schörghofer   | Austria   | 414   |
| 3    | Gauthier de Tessières | Francia   | 385   |
| 4    | Christoph Nösig       | Austria   | 295   |
| 5    | Florian Scheiber      | Austria   | 290   |

#### Slalom speciale
| Pos. | Nome             | Nazione  | Punti |
| ---- | ---------------- | -------- | ----- |
| 1    | Marcel Hirscher  | Austria  | 539   |
| 2    | Reinfried Herbst | Austria  | 510   |
| 3    | Stefan Kogler    | Germania | 400   |
| 4    | Steve Missillier | Francia  | 376   |
| 5    | Naoki Yuasa      | Giappone | 350   |

#### Combinata
| Pos. | Nome                   | Nazione  | Punti |
| ---- | ---------------------- | -------- | ----- |
| 1    | Stefan Thanei          | Italia   | 202   |
| 2    | Bernhard Graf          | Austria  | 146   |
| 3    | Andrej Križaj          | Slovenia | 140   |
| 3    | Christian Flaschberger | Austria  | 125   |
| 5    | Jérémie Durand         | Francia  | 124   |

## Donne

### Risultati
| Data             | Località           | Nazione   | Spec. | Prima                | Seconda             | Terza                      |
| ---------------- | ------------------ | --------- | ----- | -------------------- | ------------------- | -------------------------- |
| 9 novembre 2007  | Neuss/Bottrop      | Germania  | SL    | Anna Fenninger       | Monika Springl      | Margret Altacher           |
| 10 novembre 2007 | Neuss/Bottrop      | Germania  | SL    | Katharina Dürr       | Monika Springl      | Vanja Brodnik              |
| 24 novembre 2007 | Levi               | Finlandia | GS    | Vanja Brodnik        | Monika Springl      | Audrey Peltier Ilka Štuhec |
| 25 novembre 2007 | Levi               | Finlandia | GS    | Vanja Brodnik        | Monika Springl      | Nadja Kamer                |
| 27 novembre 2007 | Rovaniemi          | Finlandia | SL    | Monika Springl       | Irene Curtoni       | Katharina Dürr             |
| 28 novembre 2007 | Rovaniemi          | Finlandia | SL    | Irene Curtoni        | Monika Springl      | Verena Höllbacher          |
| 10 dicembre 2007 | Alleghe/Zoldo Alto | Italia    | GS    | Stefanie Köhle       | Mateja Robnik       | Ilka Štuhec                |
| 11 dicembre 2007 | Alleghe/Zoldo Alto | Italia    | SL    | Katharina Dürr       | Monika Springl      | Veronica Smedh             |
| 14 dicembre 2007 | Davos              | Svizzera  | SC    | Margret Altacher     | Katie Hitchcock     | Nadja Kamer                |
| 14 dicembre 2007 | Davos              | Svizzera  | SC    | Giulia Candiago      | Lisa-Marie Walz     | Katie Hitchcock            |
| 19 dicembre 2007 | Courchevel         | Francia   | GS    | Stefanie Köhle       | Carolin Fernsebner  | Vanja Brodnik              |
| 20 dicembre 2007 | Courchevel         | Francia   | SL    | Sandra Gini          | Vanja Brodnik       | Veronica Smedh             |
| 7 gennaio 2008   | Turnau             | Austria   | GS    | Andrea Dettling      | Martina Geisler     | Lara Gut                   |
| 8 gennaio 2008   | Turnau             | Austria   | SL    | Sandra Gini          | Marina Nigg         | Fanny Chmelar              |
| 10 gennaio 2008  | Melchsee-Frutt     | Svizzera  | SL    | Susanne Riesch       | Katharina Dürr      | Hailey Duke                |
| 11 gennaio 2008  | Melchsee-Frutt     | Svizzera  | SL    | annullata            | annullata           | annullata                  |
| 15 gennaio 2008  | Caspoggio          | Italia    | DH    | Lara Gut             | Andrea Dettling     | Nicole Schmidhofer         |
| 16 gennaio 2008  | Caspoggio          | Italia    | DH    | Lara Gut             | Nadja Kamer         | Andrea Dettling            |
| 17 gennaio 2008  | Caspoggio          | Italia    | SG    | Lara Gut             | Nadja Kamer         | Nicole Schmidhofer         |
| 18 gennaio 2008  | Caspoggio          | Italia    | SG    | Lara Gut             | Nadja Kamer         | Regina Mader               |
| 23 gennaio 2008  | Sankt Moritz       | Svizzera  | DH    | Nadja Kamer          | Andrea Dettling     | Lara Gut                   |
| 24 gennaio 2008  | Sankt Moritz       | Svizzera  | SC    | Simone Streng        | Lara Gut            | Andrea Dettling            |
| 26 gennaio 2008  | Lenggries          | Germania  | SL    | Hailey Duke          | Veronica Smedh      | Marina Nigg                |
| 27 gennaio 2008  | Lenggries          | Germania  | SL    | Hailey Duke          | Veronica Smedh      | Sterling Grant             |
| 30 gennaio 2008  | Tarvisio           | Italia    | SC    | Michaela Kirchgasser | Anna Fenninger      | Maruša Ferk                |
| 31 gennaio 2008  | Tarvisio           | Italia    | DH    | Nicole Schmidhofer   | Anna Fenninger      | Marion Rolland             |
| 4 febbraio 2008  | Abetone            | Italia    | GS    | Mateja Robnik        | Stefanie Köhle      | Ilka Štuhec                |
| 5 febbraio 2008  | Abetone            | Italia    | GS    | Ilka Štuhec          | Carolin Fernsebner  | Verena Höllbacher          |
| 18 febbraio 2008 | Soldeu             | Andorra   | GS    | Lara Gut             | Monika Springl      | Tessa Worley               |
| 19 febbraio 2008 | La Molina          | Spagna    | SL    | Célina Hangl         | Fanny Chmelar       | Hailey Duke                |
| 21 febbraio 2008 | Candanchú          | Spagna    | GS    | Fabienne Suter       | Viktoria Rebensburg | Silvia Berger              |
| 22 febbraio 2008 | Candanchú          | Spagna    | SL    | Sandra Gini          | Fanny Chmelar       | Nastasia Noens             |
| 5 marzo 2008     | Haus               | Austria   | DH    | Monika Springl       | Lara Gut            | Clothilde Weyrich          |
| 6 marzo 2008     | Haus               | Austria   | SG    | Lara Gut             | Anna Fenninger      | Monika Springl             |
| 6 marzo 2008     | Haus               | Austria   | SG    | Lara Gut             | Anna Fenninger      | Camilla Alfieri            |
| 7 marzo 2008     | Haus               | Austria   | SC    | annullata            | annullata           | annullata                  |
| 10 marzo 2008    | Les Orres          | Francia   | SG    | Anna Fenninger       | Silvia Berger       | Lara Gut                   |
| 12 marzo 2008    | Les Orres          | Francia   | DH    | annullata            | annullata           | annullata                  |
| 13 marzo 2008    | Claviere           | Italia    | GS    | Anna Fenninger       | Mateja Robnik       | Maruša Ferk                |
| 14 marzo 2008    | Claviere           | Italia    | SL    | Célina Hangl         | Susanne Riesch      | Irene Curtoni              |

Legenda:

DH = discesa libera

SG = supergigante

GS = slalom gigante

SL = slalom speciale

SC = supercombinata

### Classifiche

#### Generale
| Pos. | Nome            | Nazione  | Punti |
| ---- | --------------- | -------- | ----- |
| 1    | Lara Gut        | Svizzera | 1370  |
| 2    | Monika Springl  | Germania | 1061  |
| 3    | Anna Fenninger  | Austria  | 1012  |
| 4    | Nadja Kamer     | Svizzera | 848   |
| 5    | Veronica Smedh  | Svezia   | 736   |
| 6    | Andrea Dettling | Svizzera | 725   |
| 7    | Vanja Brodnik   | Slovenia | 719   |
| 8    | Stefanie Köhle  | Austria  | 645   |
| 9    | Ilka Štuhec     | Slovenia | 625   |
| 10   | Irene Curtoni   | Italia   | 564   |

#### Discesa libera
| Pos. | Nome               | Nazione  | Punti |
| ---- | ------------------ | -------- | ----- |
| 1    | Lara Gut           | Svizzera | 340   |
| 2    | Nadja Kamer        | Svizzera | 262   |
| 3    | Andrea Dettling    | Svizzera | 256   |
| 3    | Nicole Schmidhofer | Austria  | 256   |
| 5    | Anna Fenninger     | Austria  | 213   |

#### Supergigante
| Pos. | Nome               | Nazione  | Punti |
| ---- | ------------------ | -------- | ----- |
| 1    | Lara Gut           | Svizzera | 500   |
| 2    | Anna Fenninger     | Austria  | 292   |
| 3    | Nadja Kamer        | Svizzera | 289   |
| 4    | Nicole Schmidhofer | Austria  | 187   |
| 5    | Regina Mader       | Austria  | 176   |

#### Slalom gigante
| Pos. | Nome           | Nazione  | Punti |
| ---- | -------------- | -------- | ----- |
| 1    | Stefanie Köhle | Austria  | 437   |
| 2    | Ilka Štuhec    | Slovenia | 409   |
| 3    | Monika Springl | Germania | 367   |
| 4    | Lara Gut       | Svizzera | 363   |
| 5    | Vanja Brodnik  | Slovenia | 318   |

#### Slalom speciale
| Pos. | Nome           | Nazione     | Punti |
| ---- | -------------- | ----------- | ----- |
| 1    | Irene Curtoni  | Italia      | 545   |
| 2    | Veronica Smedh | Svezia      | 465   |
| 3    | Katharina Dürr | Germania    | 423   |
| 4    | Hailey Duke    | Stati Uniti | 381   |
| 5    | Sandra Gini    | Svizzera    | 345   |

#### Combinata
| Pos. | Nome                 | Nazione  | Punti |
| ---- | -------------------- | -------- | ----- |
| 1    | Anna Fenninger       | Austria  | 170   |
| 2    | Margret Altacher     | Austria  | 123   |
| 3    | Maruša Ferk          | Slovenia | 100   |
| 3    | Lara Gut             | Svizzera | 100   |
| 3    | Michaela Kirchgasser | Austria  | 100   |
| 3    | Simone Streng        | Austria  | 100   |